# Lazaros Fytalis
Lazaros Fytalis, gr. Λάζαρος Φυτάλης (ur. w 1831 w Tinos, zm. w 1909 w Atenach) – grecki rzeźbiarz. Ukończone przez niego dzieła znajdują się Atenach i innych greckich miastach.
Jego starszy brat Georgios Fytalis również był znanym rzeźbiarzem.

## Wybrane prace
Wśród rzeźb Lazarosa Phytalisa znajdują się posągi patriarchy Grzegorza V i Konstandinosa Kanarisa w Atenach.

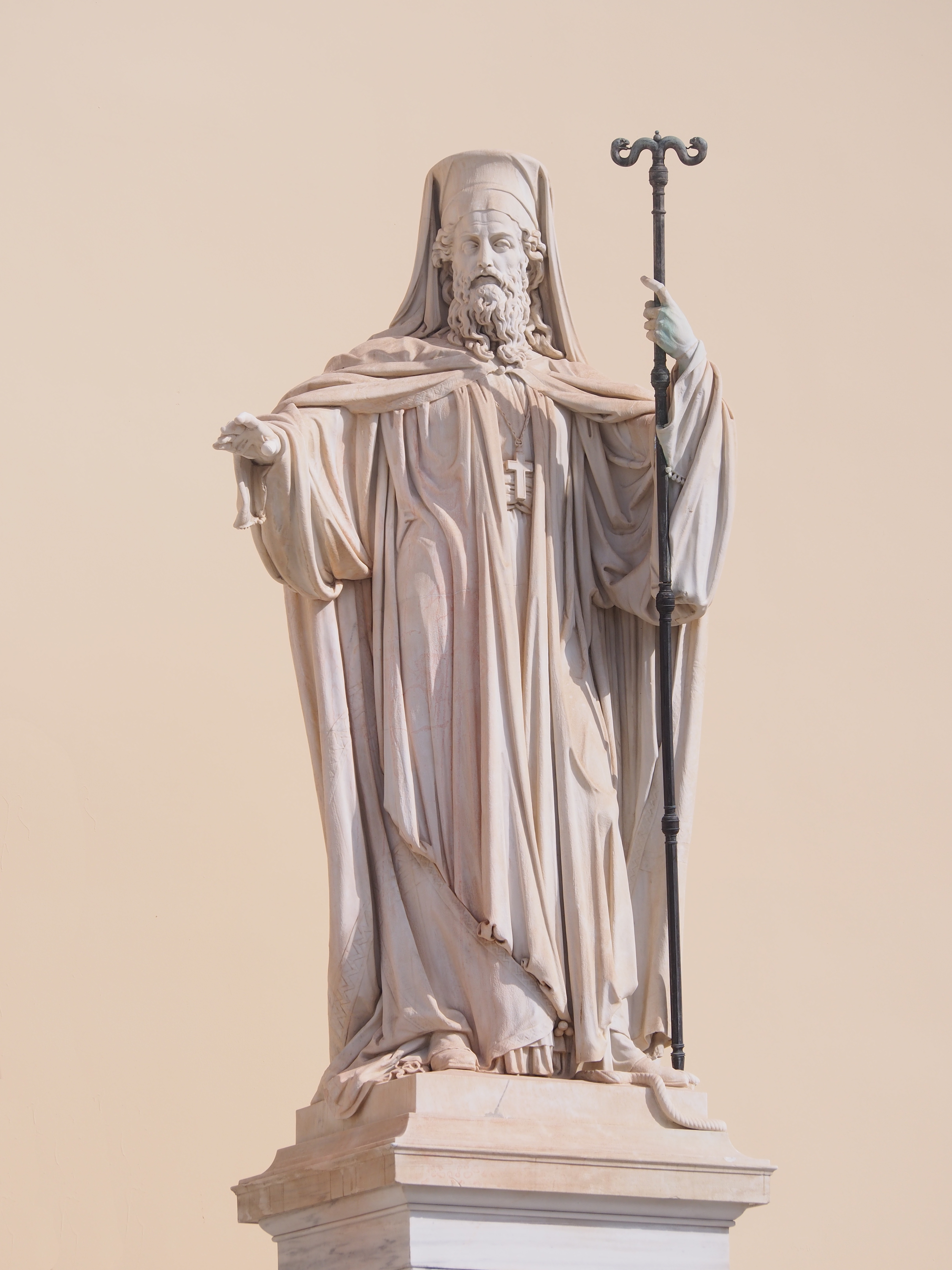
Pomnik patriarchy Grzegorza V na Uniwersytecie Ateńskim
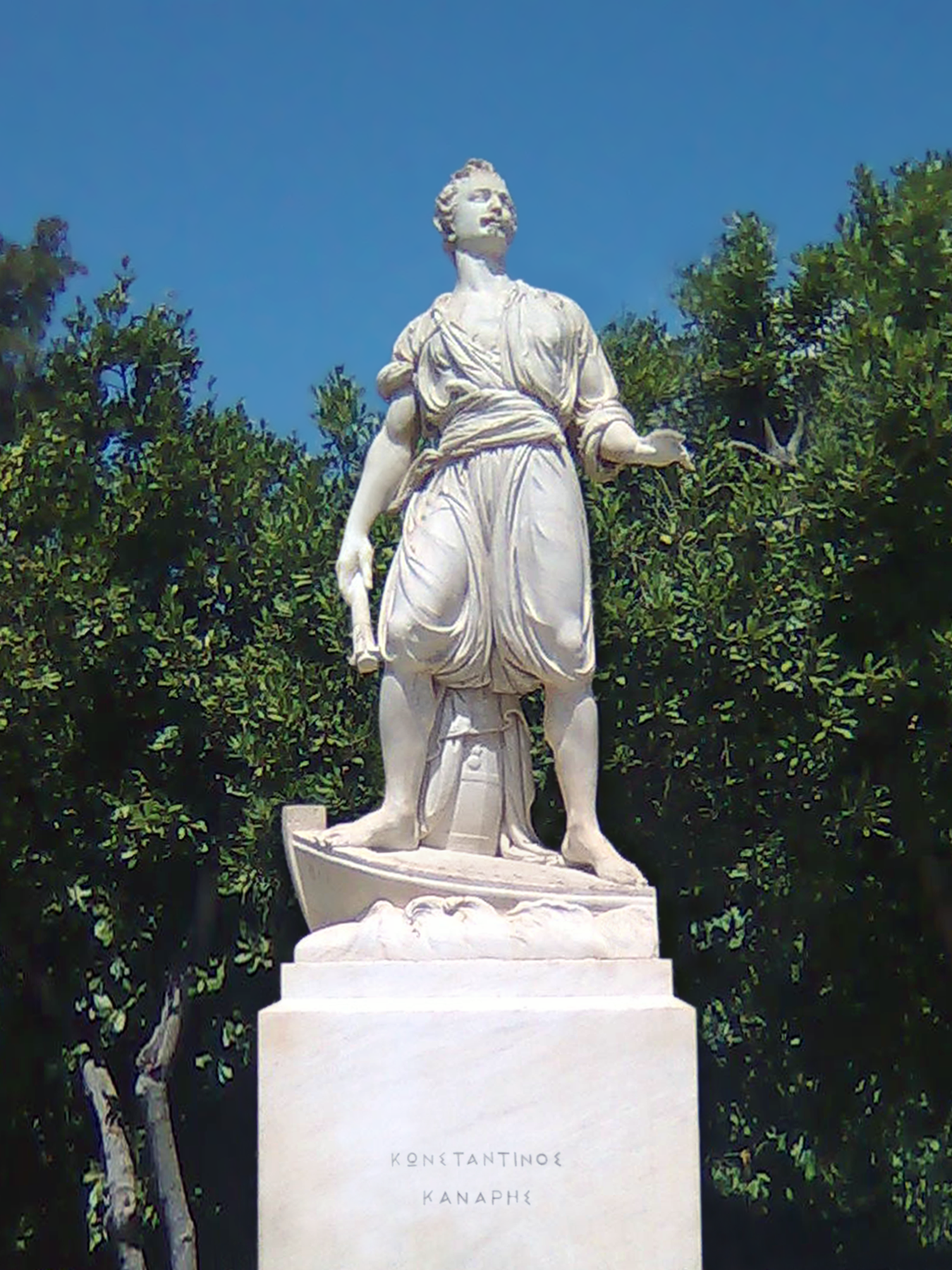
Pomnik Konstandinosa Kanarisa w Kypseli w Atenach